# Frecăței
Frecăței es una comuna ubicada en el distrito de Tulcea, Rumania.

## Superficie
Posee una superficie de 98,60 kilómetros cuadrados.

## Demografía
Hasta 2021 la población era de 3415 habitantes, con una densidad de población de 34,63 habitantes por kilómetro cuadrado.